# Agnetina jarai
Agnetina jarai är en bäcksländeart som beskrevs av Bill P.Stark och Ignac Sivec 1991. Agnetina jarai ingår i släktet Agnetina och familjen jättebäcksländor. Inga underarter finns listade i Catalogue of Life.